# Store Heddinge
Store Heddinge – miasto w Danii, w regionie Zelandia. Siedziba gminy Stevns.